# Mięsak maziówkowy
Mięsak maziówkowy, maziówczak złośliwy (łac. sarcoma synoviale, synovioma malignum) – rzadki nowotwór złośliwy należący do grupy mięsaków tkanek miękkich o nieznanym kierunku różnicowania i wysokiej złośliwości histologicznej. Jest to jeden z najczęściej występujących mięsaków tkanek miękkich u ludzi stanowiąc 5–10% wszystkich mięsaków tkanek miękkich. Występuje głównie u osób młodych, przede wszystkim przed 30. rokiem życia, nierzadko dotykając również młodzież. Nowotwór lokalizuje się głównie w obrębie kończyn, przede wszystkim kończyn dolnych, czasem również górnych, a rzadziej pojawia się w dowolnej lokalizacji anatomicznej. Głównym objawem choroby jest obecność wyczuwalnego guza. Wyróżnia się dwa warianty histopatologiczne mięsaka maziówkowego – częstszy jednofazowy, złożony z komórek wrzecionowatych lub bardzo rzadko z komórek nabłonkopodobnych, oraz rzadszy dwufazowy zawierający oba te elementy komórkowe w różnych proporcjach.
Badania obrazowe pozwalają na postawienie podejrzenia obecności mięsaka tkanek miękkich. W diagnostyce podstawowe znaczenie ma starannie zaplanowana biopsja gruboigłowa pozwalająca pobrać materiał do badania histopatologicznego ustalającego ostateczne rozpoznanie choroby. Podstawową metodą leczenia choroby bez przerzutów jest szerokie wycięcie w granicach zdrowych tkanek z adiuwantową radioterapią. W chorobie z przerzutami lub chorobie nieoperacyjnej w pierwszej linii leczenia stosuje się doksorubicynę w monoterapii lub w połączeniu z ifosfamidem, w kolejnych liniach leczenia wykorzystuje się trabektedynę i pazopanib. Odsetek przeżyć pięcioletnich jest oceniany na 64–76%.

## Epidemiologia
Ocenia się, że mięsak maziówkowy stanowi około 5–10% wszystkich mięsaków tkanek miękkich u ludzi. W pracy przeglądowej na 6000 chorych na mięsaka tkanek miękkich mięsak maziówkowy występował u 6% chorych. Mięsak maziówkowy stanowi 12–15% przypadków mięsaków tkanek miękkich kończyn u dorosłych.
Nowotwór może występować w każdym wieku, jednak najczęściej pojawia się u młodzieży i młodych dorosłych w przedziale wiekowym pomiędzy 15. a 40. rokiem życia. Mediana wieku zachorowania wynosi 35 lat. W 45% przypadków pojawia się przed 30. rokiem życia, a 30% przypadków tego mięsaka dotyka osób przed 20. rokiem życia. Nowotwór może występować u dzieci przed 10. rokiem życia, w tym także noworodków. Mięsak maziówkowy częściej występuje u mężczyzn (1,2:1), nie stwierdza się różnic etnicznych i rasowych w występowaniu tego mięsaka.

## Obraz kliniczny
Klinicznie mięsak maziówkowy manifestuje się jako wyczuwalny w badaniu palpacyjnym guz lub obrzęk w obrębie głębokich tkanek. Może występować ból lub bolesność palpacyjna. Guz może być przyczyną upośledzenia ruchomości kończyny.
Guz rośnie powoli i podstępnie, zwykle stwierdza się 2–4 letni wywiad występowania zmiany. Nowotwór często rozwija się w okolicy stawów, przy czym samo zajęcie stawu jest rzadkie. Guz jest związany ze ścięgnami, pochewkami ścięgien, kaletkami maziowymi, rzadziej pojawia się w obrębie więzadeł, rozcięgien, powięzi i błon międzykostnych. Faktyczne zajęcie stawu jest obserwowane w 5% przypadków mięsaka maziówkowego.
Mięsak maziówkowy może występować w dowolnej lokalizacji, jednak 85–95% guzów występuje w obrębie kończyn, znacznie częściej w obrębie kończyny dolnej – w około 60% przypadków, kończyna górna jest umiejscowieniem guza w 25% przypadków. W zakresie kończyny dolnej guz pojawia się zwykle w okolicy kolana, rzadziej stopy, stawu skokowego i biodrowego. W obrębie kończyny górnej mięsak bywa obecny w przedramieniu, łopatce, stawie łokciowym i w zakresie ręki. W 5–10% przypadków mięsak maziówkowy jest obecny w zakresie głowy i szyi oraz tułowia. Większość z tych guzów stwierdza się w tkance łącznej okołokręgosłupowej jako guz przestrzeni zagardłowej lub przygardłowej.

## Historia naturalna
Nowotwór cechuje się znacznym zróżnicowaniem naturalnego przebiegu, który może przebierać formę od niemal indolentnej do wysoce agresywnej. Początkowo nowotwór rośnie powoli, często stwierdza się kilkuletni wywiad obecności powoli rosnącej zmiany. Większość mięsaków tkanek miękkich szerzy się drogą krwionośną, jednak mięsak maziówkowy cechuje się możliwością dawania przerzutów również drogą naczyń limfatycznych. Typowo mięsaki tkanek miękkich wykazują tendencję do wczesnego dawania przerzutów, w mięsaku maziówkowym przerzuty w momencie rozpoznania dotyczą tylko 6% chorych, przy czym ostatecznie rozpoznaje się je później u około 50% chorych. Przerzuty najczęściej pojawiają się w płucach, które stanowią lokalizację około 85% zmian wtórnych. Kolejnymi lokalizacjami anatomicznymi pod względem częstości obserwowanych zmian przerzutowych są węzły chłonne i kości. Przerzuty w węzłach chłonnych dotyczą 3–23% chorych, a przerzuty do kości pojawiają się u 10–20% chorych. Lokalne węzły chłonne rzadko są zajęte i przerzuty do lokalnych węzłów chłonnych stwierdza się do 3% chorych. Mięsak maziówkowy cechuje się wysokim odsetkiem nawrotów, które manifestują się głównie poprzez pojawienie się przerzutów odległych, a w mniejszym stopniu jako wznowa miejscowa.

## Histopatologia
Mięsak maziówkowy jest definiowany jako guz zbudowany z wrzecionowatych komórek wykazujących różnego stopnia zróżnicowanie w kierunku tkanki nabłonkowej wykazując typową translokację t(X;18)(p11;q11). Nowotwór wbrew swojej nazwie nie jest związany z błoną maziową. Mimo że mikroskopowo przypomina błonę maziową, to nie ma dowodów na wywodzenie się z błony maziowej czy różnicowanie się w jej kierunku.
Mięsak maziówkowy składa się z dwóch komponentów odmiennych morfologicznie komórek – komórek wrzecionowatych przypominających włókniakomięsak oraz komórek nabłonkopodobnych podobnych do raka. Na podstawie udziału obu komponentów oraz stopnia zróżnicowania wyróżnia się dwa warianty histopatologiczne mięsaka maziówkowego – dwufazowy (biphasic) oraz jednofazowy (monophasic). Dwufazowy mięsak maziówkowy zawiera komponent z komórek wrzecionowatych (jednofazowy włóknisty) oraz komponent zbudowany z komórek nabłonkopodobnych wymieszanych w różnych proporcjach. W jednofazowym mięsaku maziówkowym wyróżnia się warianty z komórek wrzecionowatych i z komórek nabłonkopodobnych. Wariant niskozróżnicowany właściwie nie jest uważany za osobny podtyp mięsaka maziówkowego, a raczej za następstwo progresji wariantu dwufazowego lub jednofazowego.
Warianty histopatologiczne mięsaka maziówkowego:
- dwufazowy (ang. biphasic)
- jednofazowy (ang. monophasic)
  - wariant z komórek wrzecionowatych, typ wrzecionowatokomórkowy (ang. monophasic fibrous type)
  - wariant z komórek nabłonkopodobnych, typ nabłonkowatokomórkowy (ang. monophasic epithelial type)
  - wariant niskozróżnicowany (ang. poorly differentiated [round cell])

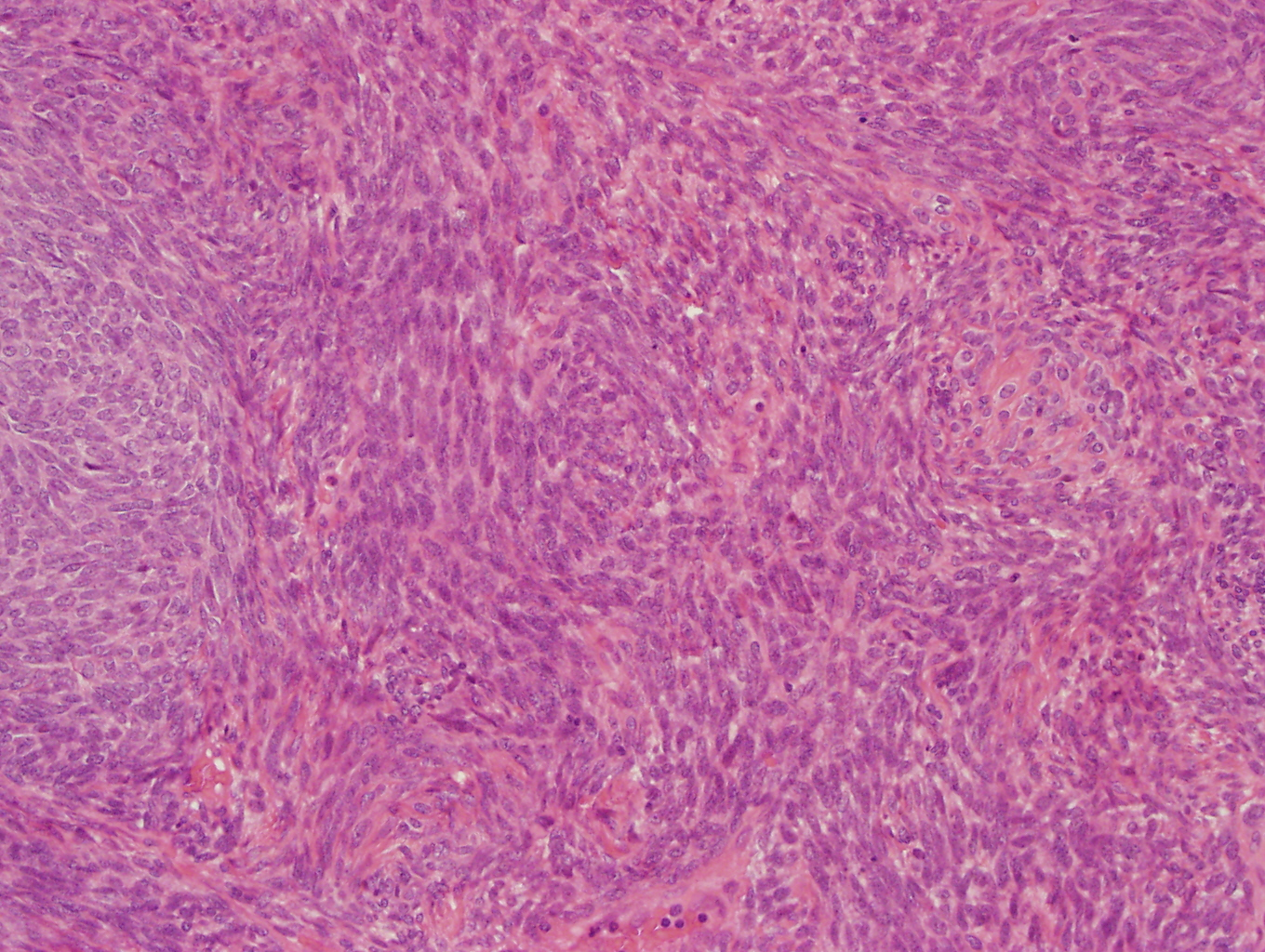
Dwufazowy mięsak maziówkowy

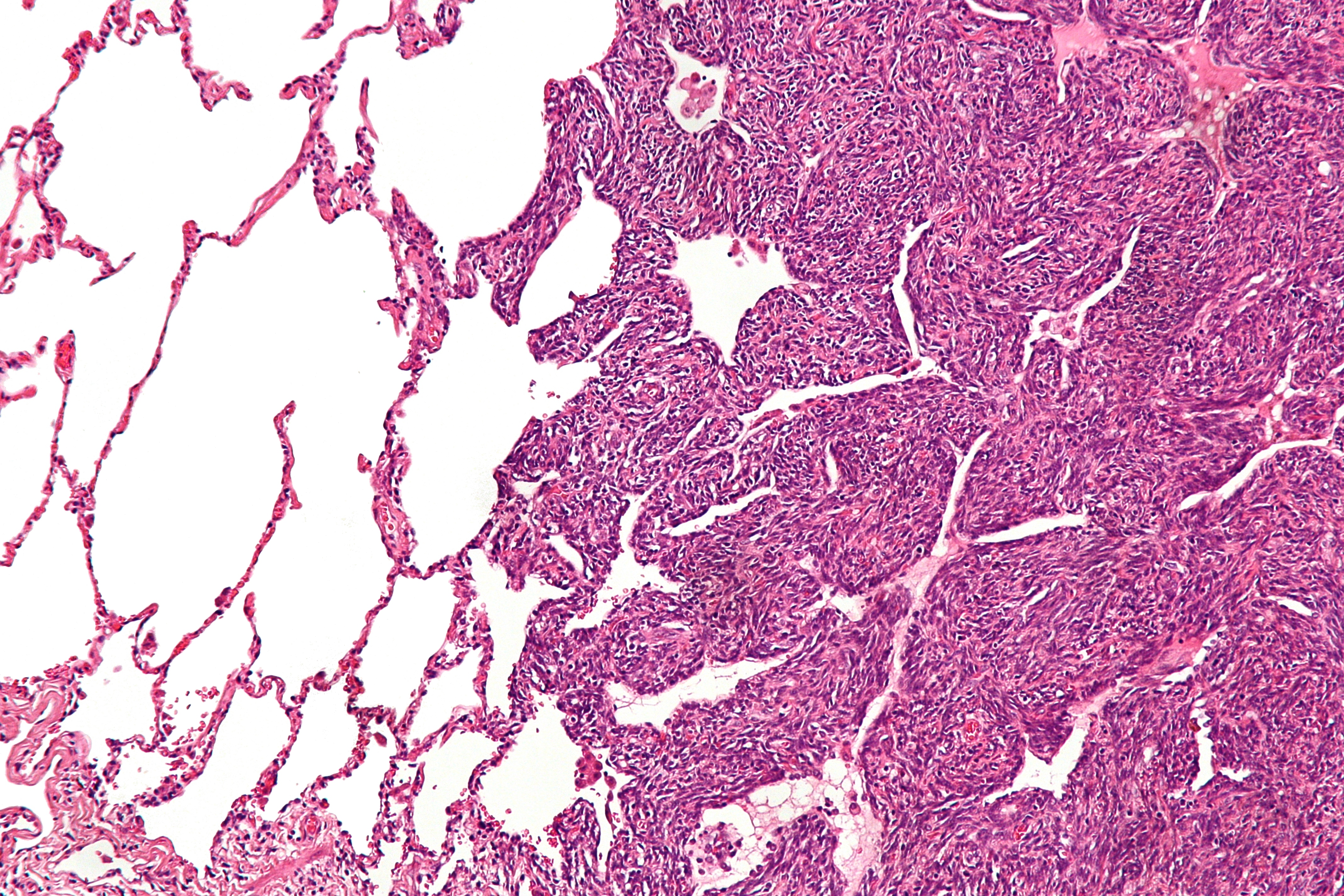
Jednofazowy mięsak maziówkowy

Makroskopowo wygląd mięsaka maziówkowego różni się w zależności od lokalizacji guza i tempa jego wzrostu. Guzy są związane ze ścięgnami lub pochewkami ścięgien, czasem makroskopowo są związane z torebką stawową. Nowotwór o wolnym tempie wzrostu bywa ostro odgraniczony, okrągły, zrazikowy, rosnąc w sposób ekspansywny uciska sąsiednie struktury i może zostać częściowo lub rzadziej całkowicie otoczony pseudotorebką. Na przekroju jest żółty do szarobiałego, zwykle osiąga średnicę 3–5 cm, ale bywają większe zmiany o wielkości 15 cm. Możliwa jest obecność torbielowatych przestrzeni, jednak rzadko mięsak jest makroskopowo wielotorbielowaty. Zwapnienia zwykle nie są widoczne makroskopowo, mimo że często są obecne w obrazie mikroskopowym. Guzy szybko rosnące oraz wysokiej złośliwości histologicznej są znacznie słabiej odgraniczone, przyjmują bardziej pstry wygląd, mogą być kruche z widocznymi ogniskami martwicy, krwotoków i obecnością torbieli.
Mikroskopowo mięsak maziówkowy dwufazowy zawiera współistniejące dwie morfologicznie odmienne komponenty z komórek wrzecionowatych i nabłonkopodobnych o różnych wzajemnych proporcjach w tworzeniu utkania mięsaka.
Komponenta z komórek nabłonkopodobnych jest zbudowana z komórek od sześciennego do walcowatego kształtu, o dużym owalnym lub okrągłym jądrze z bogatą bladą cytoplazmą. Komórki tworzą gniazda, sznury lub struktury gruczołowe. Czasem komórki o płaskim lub sześciennym kształcie pokrywają struktury brodawkowate lub kosmkowate z rdzeniem z komórek wrzecionowatych. Możliwa jest metaplazja płaskonabłonkowa.
Komponentę z komórek wrzecionowatych budują jednolite komórki o wrzecionowatym kształcie z ubogą cytoplazmą, z małym, okrągłym jądrem komórkowym, granice komórek są niewyraźne, komórki są ułożone w gęste, równoległe arkusze, które przypominają utkanie włókniakomięsaka, zrąb zwykle jest skąpy. Mogą występować obszary ubogokomórkowe wykazujące obszary hialinizacji, zwyrodnienia śluzowego oraz ogniskowe zwapnienia. Guzy wykazują różny stopień unaczynienia, u części chorych mogą występować poszerzenia przestrzeni naczyniowych przypominające obłoniaka (hemangiopericytoma). Może występować naciek z mastocytów, który jest bardziej nasilony w komponencie z komórek wrzecionowatych. Zarówno w komponencie z komórek nabłonkopodobnych, jak i wrzecionowatych występują figury mitotyczne, przy czym liczne figury mitotyczne towarzyszą wariantowi niskozróżnicowanemu. Zwapnienia z lub bez tworzenia osteoidu mogą występować w 20–33% przypadków, zwapnienia mogą być niewielkie jako liczne, drobne, sferyczne konkrecje, ale również mogą zajmować znaczną objętość guza. W części przypadków osteoid może naśladować kostniakomięsaka.
Wariant z komórek wrzecionowatych monofazowego mięsaka maziówkowego jest częstszy od dwufazowego. Ze względu na ścisły związek podtypu jednofazowego z dwufazowym wariant z komórek wrzecionowatych monofazowego mięsaka maziówkowego reprezentuje typowe cechy morfologiczne komponenty z komórek wrzecionowatych podtypu dwufazowego, w tym również cechy morfologiczne komórek, utkania, obecności ogniskowych zwapnień, zwyrodnienia szklistego, śluzowego, naczyń przypominających obłoniaka oraz nacieku mastocytów. W dużych próbkach tkankowych może być stwierdzone ognisko ewidentnej komponenty z komórek nabłonkopodobnych, wówczas nowotwór określa się mianem podtypu dwufazowego.
Wariant z komórek nabłonkopodobnych monofazowego mięsaka maziówkowego jest bardzo rzadki, jego odróżnienie od gruczolakoraka bez badań cytogenetycznych jest trudne. Składa się on z komórek analogicznych do komórek nabłonkopodobnych podtypu dwufazowego mięsaka maziówkowego, komórki układają się w gniazda i struktury przypominające gruczoły.
Wariant niskozróżnicowany jest następstwem progresji innych podtypów mięsaka maziówkowego. Klinicznie nowotwór cechuje się bardziej agresywnym przebiegiem i większą tendencją do tworzenia przerzutów. W utkaniu guza występują obszary o wysokiej komórkowości, są obecne liczne figury mitotyczne, a martwica jest wyraźnie widoczna. Ocenia się, że w około 60% przypadków mięsaka maziówkowego występują ogniska niskiego zróżnicowania, a u 20% wzór niskiego zróżnicowania dominuje w utkaniu guza.

## Etiologia
Etiologia choroby jest nieznana. Kluczowa dla powstawania mięsaka maziówkowego jest translokacja t(X;18)(p11;q11), jednak nie jest jasne, w jaki sposób translokacja prowadzi do transformacji nowotworowej.
Translokacja t(X;18)(p11;q11)
Mięsak maziówkowy jest silnie związany ze zrównoważoną translokacją t(X;18)(p11;q11). Mutacja występuje w ponad 95% przypadków mięsaka maziówkowego i jednocześnie nie występuje w innych typach histopatologicznych nowotworów u ludzi. Prawdopodobnie w przypadku mięsaków maziówkowych o typowym obrazie histologicznym z niestwierdzalnymi transkryptami genów fuzyjnych SS18-SSX występują one w nietypowych wariantach niewykrywanych podczas rutynowej diagnostyki. W wyniku translokacji dochodzi do fuzji genu SS18 położonego na chromosomie 18 z genem SSX1 albo SSX2 położonymi na chromosomie X. Geny SSX kodują białka wiążące histony, gen SS18 koduje białko będące elementem kompleksu SWI/SNF remodulującego chromatynę biorącego udział w rozwoju embrionalnym poprzez wpływ na migrację komórek i organizację cytoszkieletu.
Powstały gen fuzyjny ulega konstytutywnej ekspresji, a powstała onkoproteina posiada domeny zarówno aktywujące, jak i hamujące ekspresję, ostatecznie zaburzając regulację wielu genów. Lokalizacja translokacji koreluje z podtypem histopatologicznym mięsaka maziówkowego, gen fuzyjny SYT-SSX1 wiąże się z podtypem dwufazowym, a SYT-SSX2 z jednofazowym. W badaniach in vitro SYT-SSX1 promował wzrost nowotworu podobnego do mięsaka maziówkowego.
Pochodzenie i kierunek różnicowania mięsaka maziówkowego
Mięsak maziówkowy jest zaliczany do mięsaków o nieznanym kierunku różnicowania. Obecność w utkaniu podtypu dwufazowego komórek wrzecionowatych i nabłonkopodobnych sugeruje potencjał do pluripotencjalnego różnicowania. Ekspresja genu SS18-SSX w większości typów komórek ostatecznie prowadzi do ich śmierci, jednak mezenchymalne komórki macierzyste tolerują białko fuzyjne, które prowadzi do modyfikacji ekspresji wielu genów. Ekspresja białek należących do szlaku wnt, Notch, hedgehog, FGF i BMP biorących udział w embriogenezie również przemawia za pochodzeniem mięsaka maziówkowego od wczesnych komórek prekursorowych lub komórek macierzystych.
Niektóre badania sugerują, że mięsak maziówkowy może być efektem transformacji nowotworowej niezróżnicowanych komórek prekursorowych mięśni szkieletowych. We wczesnych prekursorach komórek mięśniowych mioblastach linii Myf5 ekspresja genu fuzyjnego SS18-SSX2 powoduje powstanie nowotworu podobnego do mięsaka maziówkowego. Za takim pochodzeniem tego mięsaka może również przemawiać fakt jego występowania w pobliżu lub w obrębie mięśni szkieletowych. Ekspresja genu fuzyjnego SS18-SSX2 w późniejszych stadiach różnicowania mioblastów (Myf 6) nie indukowała powstawania nowotworu. Z drugiej strony w mięsaku maziówkowym nie obserwuje się markerów różnicowania w kierunku komórek mięśniowych.
Wtórne zmiany genetyczne
Mięsak maziówkowy w porównaniu do innych nowotworów złośliwych cechuje się stosunkowo niewielką różnorodnością cytogenetyczną. W niemal połowie tych nowotworów nie stwierdza się żadnych aberracji chromosomalnych poza translokacją t(X;18). Zmiany genu supresorowego p53 nie są częste w mięsaku maziówkowym, choć jego funkcja może być zaburzona przez dysregulację innych genów biorących udział w kontroli p53. Obserwuje się mutacje onkogenów PTEN, APC i CTNNB1 (β-katenina) prowadzące do zaburzenia szlaków PI3K/AKT/mTOR oraz szlaku Wnt/β-katenina.

## Rozpoznanie
Podejrzenie mięsaka tkanek miękkich jest stawiane na podstawie obrazu klinicznego oraz wyników badań obrazowych. Kluczowe dla postawienia rozpoznania jest badanie histopatologiczne materiału uzyskanego drogą biopsji gruboigłowej.

### Badania obrazowe
Badania obrazowe pozwalają na postawienie klinicznego podejrzenia mięsaka tkanek miękkich i staranne zaplanowanie biopsji, która z kolei umożliwia wykonanie badania histopatologicznego umożliwiającego ostateczne rozpoznanie. Rezonans magnetyczny (MRI) preferuje się w diagnostyce guzów w lokalizacji kończynowej, w obrębie powłok tułowia oraz miednicy. Mięsak maziówkowy nie posiada radiologicznych cech jednoznacznie wyróżniających go od innych mięsaków tkanek miękkich.
W zdjęciu rentgenowskim (RTG) może być widoczny okrągły lub owalny guz z obecnymi płacikami, czasem bywają widoczne zwapnienia w masie guza. W 15–20% przypadków pojawiają się cechy inwazji kości z obecnością odczynu okostnowego, erozji lub nacieczenia kości. Intensywna inwazja kości jest rzadka, zwykle dotyczy podtypu niskozróżnicowanego albo długiej obecności guzów o dużej masie. Na radiogramach bywa obserwowalne samoistne kontrastowanie się guza związane z obecnością drobnych zwapnień, co może sprawiać pewne trudności z różnicowaniem z pozaszkieletowym kostniakomięsakiem.
W ocenie punktu wyjścia oraz zaawansowania wykorzystuje się rezonans magnetyczny (MRI) i tomografię komputerową (TK). Rezonans magnetyczny pozwala na ocenę inwazji mięśni, kości i kluczowych struktur naczyniowo-nerwowych. W MRI mięsak maziówkowy jest heterogennym guzem, w obrazach T2-zależnych widoczne są torbiele, obszary krwotoczne i obszary lite o sygnale wyższym niż mięśnie, a niższym niż tkanka tłuszczowa. Tomografia komputerowa (TK) jest metodą o podobnej skuteczności co rezonans magnetyczny w ocenie zmian w przestrzeni pozaotrzewnowej i śródotrzewnowej.

### Biopsja

Diagnostyczna biopsja pod kontrolą USG guza w prawym ramieniu

Po postawieniu radiologicznego podejrzenia mięsaka tkanek miękkich konieczne jest uzyskanie materiału tkankowego do badania histopatologicznego. W tym celu wykonuje się biopsję gruboigłową. Zaleca się wykonywanie biopsji w ośrodku posiadającym doświadczenie w leczeniu mięsaków tkanek miękkich, który będzie dalej prowadził leczenie chorego. Zabieg jest planowany w taki sposób, aby nie utrudniać wykonania radykalnej onkologicznie operacji, a blizna po zabiegu mogła być usunięta wraz z guzem.

### Badanie histopatologiczne
Rozpoznanie mięsaków tkanek miękkich jest stawiane na podstawie obrazu histopatologicznego materiału uzyskanego drogą biopsji w którym ocenia się morfologię guza oraz cechy immunohistochemiczne. Badanie histopatologiczne pozwala dostarczyć istotnych rokowniczo informacji, w tym ostateczne ustalenie zaawansowania choroby, podtyp histologiczny, stopień złośliwości histologicznej i ocenę marginesów chirurgicznych.
Badanie immunohistochemiczne
W około 90% przypadków mięsaka maziówkowego komórki komponentu nabłonkopodobnego wykazują ekspresję cytokeratyn, ale są rzadkie w komponencie z komórek wrzecionowatych. Klinicznie istotna jest ekspresja cytokeratyn 7 i 19, które nie są obecne w złośliwym nowotworze osłonek nerwów obwodowych oraz mięsaku Ewinga. Ekspresja cytokeratyn może być wyłącznie ogniskowa i nie występować w każdym ocenianym bloczku. Ekspresja EMA jest częściej i szerzej obecna w porównaniu do cytokeratyn, szczególnie w postaci niskozróżnicowanej. W postaci niskozróżnicowanej stwierdzono ekspresję EMA w 95% przypadków tego guza, a cytokeratyn w około 40%. Ekspresja białka S100 może być obecna w 30% guzów. CD99 stwierdza się w 60% przypadków, co może naśladować mięsaka Ewinga/PNET. Tylko w 1% przypadków mięsaków maziówkowych nie stwierdzono ekspresji ani cytokeratyn, ani EMA. Często stwierdza się rozlaną ekspresję białka blc-2, zwykle przy jednoczesnej nieobecności CD34. Możliwa jest ekspresja CD56 i CD57.
Badanie cytogenetyczne
Zrównoważoną translokację t(X;18)(p11;q11) stwierdza się w niemal wszystkich przypadkach tego nowotworu i jest ona charakterystyczna dla mięsaka maziówkowego. Zmiana cytogenetyczna występuje zarówno w podtypie histologicznym dwufazowym, jak i jednofazowym. Translokacja występuje w ponad 90% przypadków w t(X;18)(p11.2;q11.2), inne translokacje t(X;18) są znacznie rzadsze. W praktyce klinicznej do wykrywania mutacji stosuje się metody FISH lub RT-PCR. Opisywano uzyskanie dodatkowej kopii lub utraty innych chromosomów, w tym zyskanie chromosomu 7, 8 i 12 oraz utratę chromosomu 3.

## Leczenie
Leczenie mięsaka maziówkowego jest prowadzone na podobnych zasadach jak w przypadku innych mięsaków tkanek miękkich. Leczenie w chorobie ograniczonej miejscowo bez przerzutów polega na chirurgicznym wycięciu guza w marginesie zdrowych tkanek z adiuwantową radioterapią z lub bez adiuwantowej chemioterapii. W chorobie zaawansowanej miejscowo lub z przerzutami stosuje się chemioterapię. U niektórych chorych bywa stosowana chemioterapia lub radioterapia neoadiuwantowa. Mięsak maziówkowy cechuje się większą wrażliwością na chemioterapię niż inne mięsaki tkanek miękkich. W leczeniu choroby rozsianej lub nieoperacyjnej wykorzystuje się doksorubicynę z lub bez ifosfamidu. W kolejnych liniach leczenia znajdują zastosowanie trabektedyna i pazopanib.

### Leczenie choroby bez przerzutów
Podstawową metodą leczenia mięsaka maziówkowego bez przerzutów jest szerokie wycięcie w granicach zdrowych tkanek z adiuwantową lub neoadiuwantową radioterapią. Rola chemioterapii adiuwantowej jest niejasna, raczej jest zalecana u chorych w grupie wysokiego ryzyka lub u chorych z obecnymi przerzutami już w momencie rozpoznania.
Leczenie chirurgiczne
Podstawową metodą leczenia mięsaka maziówkowego jest szerokie wycięcie guza w granicach zdrowych tkanek z zachowaniem odpowiedniego marginesu chirurgicznego tkanek wolnych od nacieku nowotworowego (resekcja R0). Uzyskanie wolnych od nacieku nowotworowego marginesów chirurgicznych jest kluczowe dla miejscowej kontroli choroby. Zaleca się uzyskanie przynajmniej 1 cm marginesu zdrowych tkanek. W celu zaoszczędzenia kończyny w pobliżu krytycznych struktur naczyniowo-nerwowych mogą być konieczne węższe marginesy resekcji. Leczenie skojarzone często pozwala na zaoszczędzenie kończyny, gdy guz występuje w jej obrębie. Warunkiem zachowania kończyny jest możliwość wykonania radykalnego zabiegu przy zachowaniu funkcjonalnej kończyny. Jeśli guz jest w bliskim sąsiedztwie lub przemieszcza ważne naczynia lub nerwy, to jeśli nie są bezpośrednio nacieczone, mogą być zaoszczędzone przy wycięciu przydanki naczynia lub onerwia nerwu. Czasem konieczne jest wykonanie ponownego zabiegu mającego na celu uzyskanie ujemnych marginesów chirurgicznych i lokalnej kontroli choroby.
Leczenie adiuwantowe i neoadiuwantowe

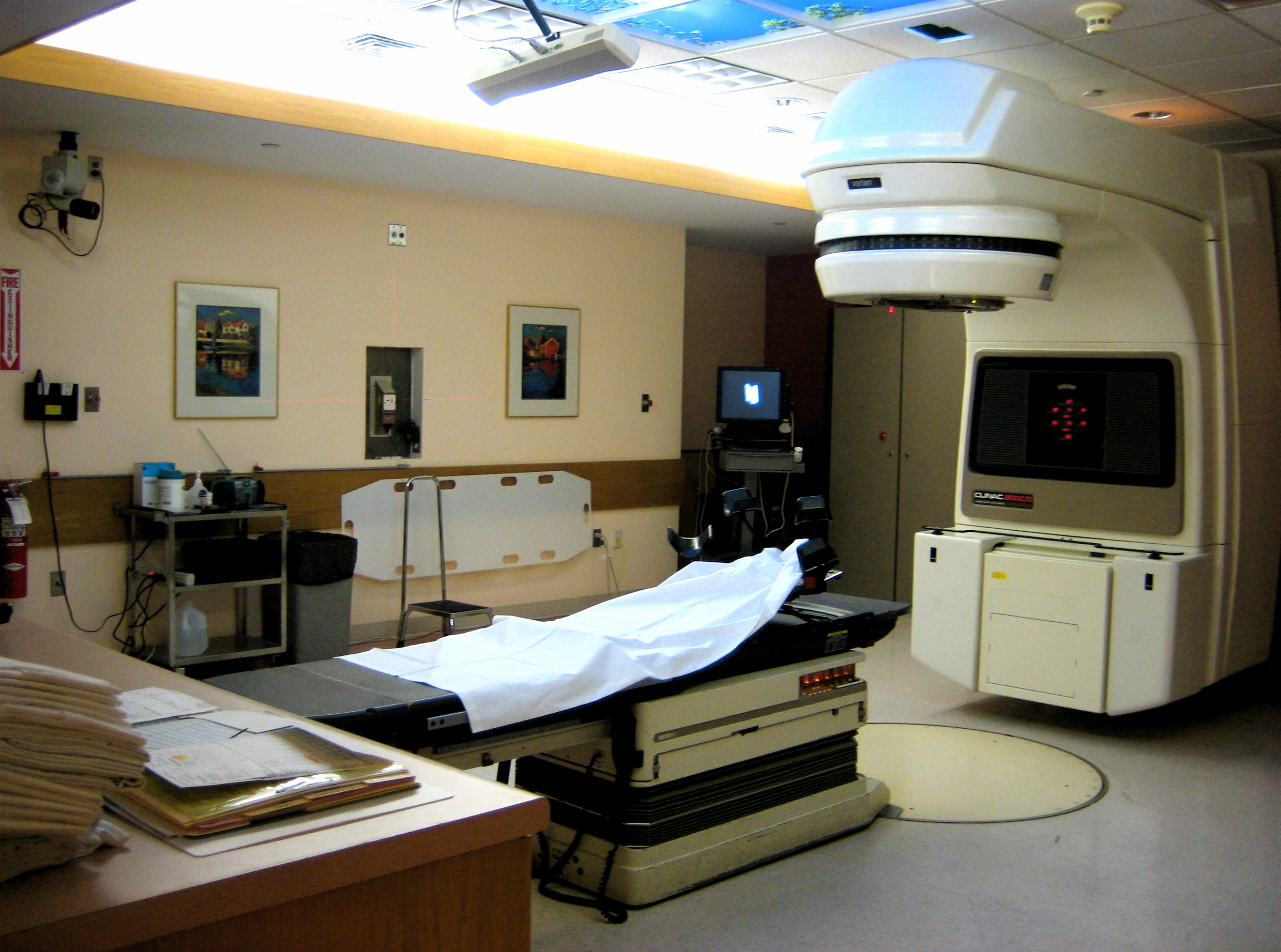
W leczeniu uzupełniającym może być konieczne zastosowanie radioterapii

W leczeniu choroby ograniczonej miejscowo leczenie chirurgiczne może być uzupełnione lub poprzedzone radioterapią, chemioterapią lub jednoczesną radioterapią i chemioterapią w ramach odpowiednio leczenia adiuwantowego lub neoadiuwantowego. W stopniu I i II zaawansowania klinicznego według TNM zwykle stosuje się samodzielne leczenie chirurgiczne lub zabieg chirurgiczny uzupełnia się radioterapią. W stopniu III operację łączy się z radioterapią i chemioterapią.
U chorych z guzem powyżej 5 cm leczenie chirurgiczne jest uzupełniane adiuwantową radioterapią. W celu poprawy lokalnej kontroli choroby radioterapię stosuje się również w przypadku guza poniżej 5 cm w niektórych lokalizacjach anatomicznych, szczególnie w obrębie głowy i szyi, trudnych do kontroli miejscowej za pomocą samodzielnej operacji. Uzupełniająca radioterapia znajduje również zastosowanie w przypadku uzyskania niewielkiego marginesu zdrowych tkanek oraz nieuzyskania marginesu chirurgicznych wolnych od nacieku nowotworowego.
Skuteczność uzupełniającej radioterapii oceniono w kilku badaniach klinicznych. W badaniu na 103 chorych po przeprowadzonej radykalnej resekcji mięsaka maziówkowego oceniono skuteczność adiuwantowej radioterapii w porównaniu do samodzielnego zabiegu chirurgicznego. Zaobserwowano poprawę mediany przeżycia wolnego od progresji choroby (PFS) i przeżycia wolnego od wznowy miejscowej (LRFS). Nie zaobserwowano różnicy skuteczności niskiej dawki radioterapii wynoszącej poniżej 63 Gy i wysokiej dawki powyżej 63 Gy. W analizie bazy SEER obejmującej łącznie 1189 chorych na mięsaka maziówkowego radioterapia okołooperacyjna poprawiała przeżycie całkowite (OS) i przeżycie specyficzne dla choroby (DSS). Również w badaniu na 213 dzieciach chorych na mięsaka maziówkowego radioterapia poprawiała przeżycie całkowite. Z kolei w badaniu na 150 chorych leczonych, po uwzględnieniu wielkości guza, nie wykazano poprawy lokalnej kontroli choroby i ryzyka rozwoju przerzutów odległych.
Mimo że mięsak maziówkowy jest chemiowrażliwym mięsakiem, to rola chemioterapii adiuwantowej jest niejasna. Chemioterapia neoadiuwantowa może być przydatna w leczeniu chorych z miejscowo zaawansowanym guzem wymagających okaleczającej operacji.
W nierandomizowanym badaniu Ferrari i współpracowników na chorych poniżej 21. roku życia z nieprzerzutowym mięsakiem maziówkowym oceniono skuteczność chemioterapii adiuwantowej i neoadiuwantowej. Chemioterapię neoadiuwantową otrzymali chorzy o wysokim ryzyku, chemioterapię neoadiuwantową chorzy o ryzyku pośrednim lub wysokim, a chorzy o niskim ryzyku byli leczeni wyłącznie samodzielnym zabiegiem chirurgicznym. Ze względu na nielosowy charakter badania głównym wnioskiem badania było zaobserwowanie wyższych odsetków przeżyć całkowitych przy zastosowaniu tej strategii leczenia. Z kolei badanie Brennan i współpracowników sugeruje, że u chorych z niewielkim guzem pierwotnym usuniętym radykalnie wystarczającym postępowaniem jest sam zabieg operacyjny bez chemioterapii. W badaniu obejmującym dzieci i dorosłych na 271 chorych na mięsaka maziówkowego wyciętym makroskopowo zaobserwowano wyższy odsetek przeżyć pięcioletnich u chorych otrzymujących adiuwantową chemioterapię od chorych, który nie byli leczeni w ten sposób. Większą korzyść z chemioterapii uzyskały dzieci i młodzież oraz chorzy z dużym guzem. Z kolei w badaniu francuskim na 237 chorych nie zaobserwowano korzyści ani z chemioterapii neoadiuwantowej, ani adiuwantowej w osiąganym odsetku przeżycia całkowitego oraz przeżycia wolnego od wznowy miejscowej ani przeżycia wolnego od przerzutów odległych, a zaobserwowano poprawę przeżycia całkowitego i przeżycia wolne od nawrotu bez poprawy przeżycia wolnego od przerzutów odległych. W innym badaniu na 101 chorych z mięsakiem maziówkowym w obrębie kończyn oceniono skuteczność chemioterapii adiuwantowej u leczonych chirurgicznie lub chemioterapii neoadiuwantowej przed zabiegiem operacyjnym i zaobserwowano poprawę przeżycia specyficznego dla choroby (DSS) u leczonych chemioterapią.

### Leczenie choroby z przerzutami odległymi lub zaawansowanej miejscowo

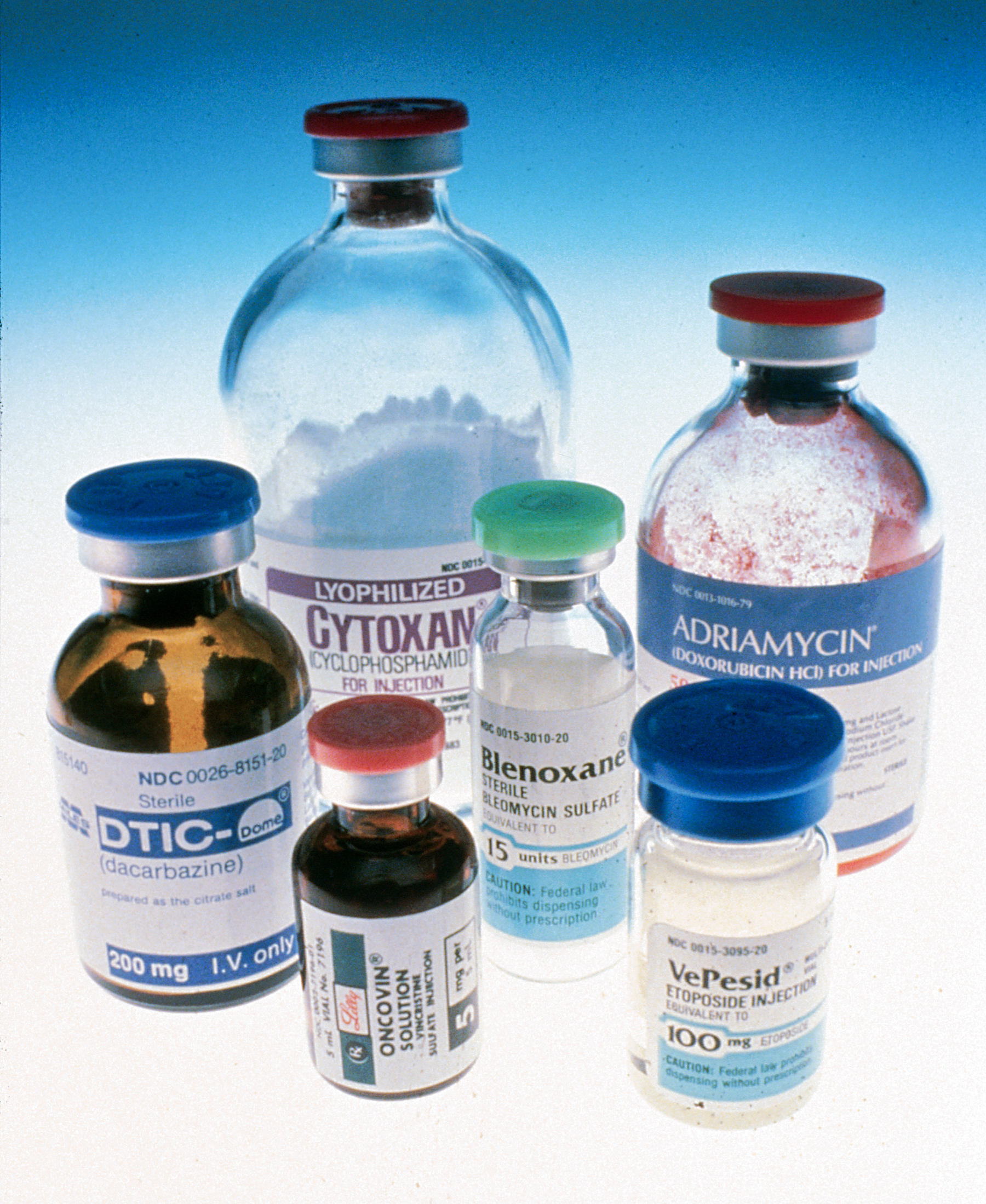
Podstawowymi lekami w leczeniu rozsianego mięsaka maziówkowego są doksorubicyna i ifosfamid

W chorobie z przerzutami w pierwszej linii leczenia stosuje się doksorubicynę w monoterapii lub w połączeniu z ifosfamidem. Badania retrospektywne sugerują wyższy odsetek odpowiedzi dla ifosfamidu oraz połączeń innych leków z ifosfamidem. Ocenia się, że doksorubicyna i ifosfamid wywołują częściową odpowiedź (PR) lub całkowitą odpowiedź (CR) u 50% leczonych. Inne schematy chemioterapii nie wpływają znacząco na poprawę przeżycia całkowitego. W przeciwieństwie do niezróżnicowanego mięsaka pleomorficznego i mięśniakomięsaka gładkokomórkowego połączenie gemcytabiny i docetakselu nie ma istotnej aktywności. W retrospektywnym przeglądzie 15 badań klinicznych obejmujących łącznie 313 chorych nie zaobserwowano przewagi jakiegokolwiek z ocenianych schematów (monoterapia antracyklinami, monoterapia ifosfamidem, doksorubicyna z ifosfamidem, CYVADIC – cyklofosfamid, winkrystyna, doksorubicyna, dakarbazyna), a ifosfamid wykazał nieznacznie większą, nieistotną statystycznie, aktywność w porównaniu do antracyklin.
W drugiej linii leczenia stosuje się trabektedynę. W badaniu na 45 chorych z mięsakiem maziówkowym 47% osiągnęło stabilizację choroby (SD), a 7% częściową remisję (PR).
W trzeciej linii leczenia wykorzystywany jest pazopanib. Jest to celowany lek przeciwnowotworowy hamujący wiele kinaz tyrozynowych. W badaniu II fazy oceniającym skuteczność leku u chorych z mięsakami tkanek miękkich w grupie chorych na mięsaka maziówkowego pazopanibem uzyskano najwyższy odsetek przeżyć wolnych od progresji po 12 tygodniach, który wynosił 49%, a częściową odpowiedź uzyskało 13,5% leczonych. W badaniu III fazy PALETTE na 369 chorych z zaawansowanym mięsakiem tkanek miękkich porównano leczenie pazopanibem w dawce 800 mg z placebo. W grupie chorych leczonych pazopanibem zaobserwowano znacząco dłuższą medianę przeżycia wolnego od progresji (PFS), ale liczba chorych z mięsakiem maziówkowym była zbyt mała, by w tym badaniu można było ocenić korzyści ze stosowania pazopanibu w stosunku do innych typów ocenianych mięsaków.
W przypadku guza pierwotnie nieoperacyjnego położonego w obrębie kończyn opcją leczniczą może być izolowana perfuzja kończyny w hipertermii z zastosowaniem melfalanu z lub bez TNF-α.
U części chorych z ograniczoną ilością przerzutów do pojedynczego narządu możliwe jest chirurgiczne wycięcie przerzutów, o ile jest możliwa kontrola guza pierwotnego poprzez leczenie operacyjne. Na decyzję o wykonaniu metastazektomii wpływa operacyjność guza pierwotnego, operacyjność i ilość przerzutów oraz stan sprawności chorego. W przypadku pojedynczych przerzutów w płucach leczenie rozpoczyna się od chemioterapii, po uzyskaniu odpowiedzi na chemioterapię może być wykonywana resekcja pierwotnej zmiany i resekcja przerzutów oszczędzająca miąższ płucny. Rola metastazektomii w leczeniu rozsianych mięsaków tkanek miękkich pozostaje niejasna. Część badań wskazuje na korzyści w przeżyciu całkowitym chorych poddanych metastazektomii, z kolei inne nie wykazują takiej korzyści.

### Leczenie nawrotu choroby

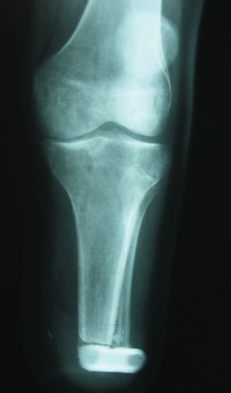
Stan po amputacji, zdjęcie rentgenowskie. Leczenie chirurgiczne choroby nawrotowej często wymaga amputacji zajętej kończyny

W przypadku nawrotu mięsaka maziówkowego jako uogólnienie choroby konieczne jest leczenie ogólnoustrojowe na podobnych zasadach jak w przypadku choroby pierwotnie rozsianej. W przypadku wznowy miejscowej leczenie może wymagać ponownego zabiegu operacyjnego, który jest trudniejszy technicznie i często wymaga amputacji kończyny. Decyzja odnośnie do radioterapii w leczeniu lokalnego nawrotu podejmowana jest indywidualnie. Powtórne napromieniowanie często jest niemożliwe ze względu na wielkość wcześniej otrzymanej dawki. W radioterapii nawrotowych mięsaków tkanek miękkich może być wykorzystywana brachyterapia z lub bez radioterapii z modulacją intensywności wiązki (IMRT).

## Zaawansowanie kliniczne
Zaawansowanie mięsaka maziówkowego jest oceniane w klasyfikacji TNM dla mięsaków tkanek miękkich.
| Guz pierwotny – cecha T                        |                                                              |
| Tx                                             | nie można ocenić guza pierwotnego                            |
| T0                                             | nie stwierdza się guza pierwotnego                           |
| T1                                             | guz mniejszy lub równy 5 cm                                  |
| T1a                                            | powierzchniowy guz                                           |
| T1b                                            | głęboki guz                                                  |
| T2                                             | guz powyżej 5 cm                                             |
| T2a                                            | powierzchniowy guz                                           |
| T2b                                            | głęboki guz                                                  |
| Zajęcie okolicznych węzłów chłonnych – cecha N |                                                              |
| Nx                                             | nie można ocenić okolicznych węzłów chłonnych                |
| N0                                             | nie stwierdza się przerzutów w okolicznych węzłach chłonnych |
| N1                                             | przerzuty obecne w węzłach chłonnych                         |
| Przerzuty odległe – cecha M                    |                                                              |
| M0                                             | nie stwierdza się przerzutów odległych                       |
| M1                                             | obecne przerzuty odległe                                     |

| Stopień złośliwości histologicznej |      |         |           |        |
| Stopień                            | G1   | G2      | G3        |        |
| Punkty                             | 2–3  | 4–5     | 6–8       |        |
| Kryteria                           |      |         |           |        |
| Punkty                             | 0    | 1       | 2         | 3      |
| Zróżnicowanie guza                 | –    | wysokie | pośrednie | niskie |
| Martwica                           | brak | <50%    | >50%      | –      |
| Indeks mitotyczny                  | –    | <10     | 10–19     | >20    |

| Stopień zaawansowania | Cecha T | Cecha N | Cecha M | Cecha G |
| IA                    | T1a     | N0      | M0      | Gx      |
| IA                    | T1b     | N0      | M0      | Gx      |
| IA                    | T1a     | N0      | M0      | G1      |
| IA                    | T1b     | N0      | M0      | G1      |
| IB                    | T2a     | N0      | M0      | Gx      |
| IB                    | T2a     | N0      | M0      | Gx      |
| IB                    | T2a     | N0      | M0      | G1      |
| IB                    | T2b     | N0      | M0      | G1      |
| IIA                   | T1a     | N0      | M0      | G2      |
| IIA                   | T1b     | N0      | M0      | G3      |
| IIA                   | T1b     | N0      | M0      | G2      |
| IIA                   | T1b     | N0      | M0      | G3      |
| IIB                   | T2a     | N0      | M0      | G2      |
| IIB                   | T2b     | N0      | M0      | G2      |
| III                   | T2a     | N0      | M0      | G3      |
| III                   | T2b     | N0      | M0      | G3      |
| III                   | każde T | N1      | M0      | każde G |
| IV                    | każde T | każde N | M1      | każde G |

## Czynniki rokownicze
Rokowanie chorego jest powiązane z zaawansowaniem choroby, cechami histopatologicznymi nowotworu oraz stanem chorego. Kluczowym czynnikiem rokowniczym jest osiągnięcie wolnych od nacieku nowotworowego marginesów chirurgicznych podczas zabiegu. Na rokowanie niekorzystnie wpływa kliniczne wysokie zaawansowanie kliniczne choroby, obecność przerzutów odległych i wielkość guza pierwotnego powyżej 5 cm. Nie wykazano, by podtyp histologiczny był istotnym czynnikiem rokowniczym, choć część autorów sugeruje, że podtyp dwufazowy przebiega w sposób bardziej indolentny w stosunku do podtypu jednofazowego. Do innych histologicznych niekorzystnych czynników rokowniczych należy obecność martwicy, wysoki indeks mitotyczny i wysoki stopień złośliwości guza. Również zajęcie kości oraz struktur naczyniowo-nerwowych są niekorzystnymi czynnikami rokowniczymi. Do korzystnych czynników rokowniczych należy młody wiek zachorowania (<15. roku życia), wielkość guza poniżej 5 cm, niskie zaawansowanie kliniczne i lokalizacja w obrębie kończyn dolnych.

## Rokowanie
Mięsak maziówkowy charakteryzuje się wysokim odsetkiem miejscowych nawrotów oraz często daje przerzuty odległe. Obecność przerzutów już w momencie rozpoznania dotyczy około 6% chorych. Nowotwór cechuje się wysokim ryzykiem nawrotu, po pięciu latach od leczenia u 12% chorych stwierdza się wznowę miejscową, a przerzuty odległe u 39% chorych. U większości chorych nawroty miejscowe lub pod postacią przerzutów odległych pojawiają się w ciągu dwóch lat od początkowego leczenia, ale możliwe jest występowanie późnych przerzutów pojawiających się po długim okresie od leczenia. W przypadku nieradykalnego usunięcia guza bez leczenia adiuwantowego do klinicznego nawrotu dochodzi u 80% chorych. W przypadku radykalnego usunięcia mięsaka maziówkowego z zastosowaniem leczenia uzupełniającego nawrót obserwuje się u poniżej 40% leczonych.
Odsetek przeżyć pięcioletnich jest oceniany na 64–76%. W analizie danych z National Cancer Data Base z lat 1998–2010 mięsak maziówkowy (Synovial Sarcoma, NOS) cechował się odsetkiem 71% przeżyć dwuletnich oraz odsetkiem 65% przeżyć pięcioletnich. Lepsze przeżycie osiągali chorzy z postacią dwufazową, w którym obserwuje się 65% odsetek przeżyć pięcioletnich. W postaci jednofazowej z komórek wrzecionowatych zaobserwowano 56% odsetek przeżyć pięcioletnich. W badaniu Krieg i współpracowników 74,2% chorych osiągnęło przeżycie pięcioletnie, a 61,2% chorych osiągnęło przeżycie dziesięcioletnie, a 46,5% przeżycie piętnastoletnie. W porównaniu do innych typów mięsaków tkanek miękkich mięsak maziówkowy cechuje się lepszym odsetkiem odpowiedzi obiektywnych na chemioterapię, dłuższym przeżyciem wolnym od progresji choroby oraz wyższą medianą przeżycia całkowitego. Mięsak maziówkowy u dzieci i młodzieży cechuje się lepszym rokowaniem, w badaniu Sultan i współpracowników zaobserwowano 83% odsetek przeżyć pięcioletnich.
| Grupa wiekowa                    | 0–9 | 10–19 | 20–29 | 30–39 | 40–49 | 50–59 | 60–69 | >70 |
| Odsetek przeżycia pięcioletniego | 92  | 77    | 68    | 63    | 58    | 55    | 52    | 38  |

## Weterynaria
U zwierząt domowych jest to rzadki nowotwór. Mięsak maziówkowy wywodzi się z prymitywnych prekursorowych komórek mezynchymalnych błony maziowej. W utkaniu nowotworu obecne są komórki wrzecionowate oraz nabłonkopodobne. Ze względu na brak typowej translokacji oraz brak typowych antygenów nabłonkowych część z tych guzów bywa klasyfikowana jako inne nowotwory (niezróżnicowany mięsak pleomorficzny), rezerwując termin mięsaka maziówkowego dla guzów wykazujących ekspresję i ultrastrukturę typową dla komórek nabłonkowych. Guz zwykle rośnie powoli w okolicy dużych stawów. Głównym objawem jest pojawienie się guza w okolicy stawu oraz upośledzenie ruchomości zajętego stawu. W zdjęciu rentgenowskim widoczny jest guz w różnym stopniu zajmujący staw oraz sąsiednie kości. Rozpoznanie jest stawiane na podstawie badania histopatologicznego. Leczenie polega na resekcji guza w zakresie zdrowych tkanek, co zwykle wymaga amputacji kończyny. Czasem w leczeniu wykorzystuje się chemioterapię i radioterapię.

## Historia
Nowotwór po raz pierwszy opisał G. Simon w 1865 roku, nazwę mięsak maziówkowy wprowadził Sabrazes w 1934 roku.

## Klasyfikacja ICD10
| kod ICD10     | nazwa choroby                                                                                   |
| ------------- | ----------------------------------------------------------------------------------------------- |
| ICD-10: C49   | Nowotwór złośliwy tkanki łącznej i innych tkanek miękkich                                       |
| ICD-10: C49.0 | Tkanka łączna i inne tkanki miękkie głowy, twarzy i szyi                                        |
| ICD-10: C49.1 | Tkanka łączna i inne tkanki miękkie kończyny górnej, łącznie z barkiem                          |
| ICD-10: C49.2 | Tkanka łączna i inne tkanki miękkie kończyny dolnej, łącznie z biodrem                          |
| ICD-10: C49.3 | Tkanka łączna i inne tkanki miękkie klatki piersiowej                                           |
| ICD-10: C49.4 | Tkanka łączna i inne tkanki miękkie brzucha                                                     |
| ICD-10: C49.5 | Tkanka łączna i inne tkanki miękkie miednicy                                                    |
| ICD-10: C49.6 | Tkanka łączna i inne tkanki miękkie tułowia, umiejscowienie nieokreślone                        |
| ICD-10: C49.8 | Zmiana przekraczająca granice jednego umiejscowienia w obrębie tkanki łącznej i tkanek miękkich |
| ICD-10: C49.9 | Tkanka łączna i inne tkanki miękkie, umiejscowienie nieokreślone                                |